# لیف رپیدز
لیف رپیدز (به انگلیسی: Leaf Rapids) یک شهرک و روان آب در کانادا است که در منیوبا واقع شده‌است. لیف رپیدز ۱٬۲۷۲٫۸۷ کیلومتر مربع مساحت و ۴۵۳ نفر جمعیت دارد.